# 지그펠드 폴리스 (영화)
《지그펠드 폴리스》(Ziegfeld Follies)는 미국에서 제작된 빈센트 미넬리 감독의 1946년 영화이다. 프레드 아스테어 등이 주연으로 출연하였고 아서 프리드 등이 제작에 참여하였다.
이 영화는 1947년 칸 영화제에 출품되었다.

## 줄거리
영화는 하늘 너머 어딘가에 있는 천국을 카메라가 천천히 훑으면서 시작한다. 영원한 안식처로 떠난 위대한 쇼맨들의 거주지가 나타난다: 그의 집이 글로브 극장처럼 보이는 윌리엄 셰익스피어; 저승에서의 거주지가 서커스 빅 탑을 닮은 P. T. 바넘; 그리고 그의 집 입구가 브로드웨이에서 그가 지그펠드 폴리스를 공연했던 극장을 연상시키는 플로렌즈 지그펠드 주니어.
관객에게 말을 걸며, 지그펠드는 그가 수년간 그의 폴리스에 캐스팅했던 스타들을 닮은 인형들이 들어 있는 3차원 그림 또는 섀도우 박스로 된 벽을 따라 관객을 안내한다. 영화는 지그펠드가 그의 쇼 중 하나의 오프닝을 보이스오버로 제공하면서 스톱 모션 꼭두각시 시퀀스로 전환된다.
이어서 그는 발코니로 나아가 현재와 과거의 스타들을 캐스팅하여 폴리스를 한 번 더 무대에 올릴 수 있었으면 좋겠다고 생각한다. 상위의 힘이 시가 크기의 크레용과 양피지 한 장을 나타나게 하고, 지그펠드는 글을 쓰기 시작한다. 그가 글을 쓰면서, 촌극과 공연 번호들이 화면에 나타난다.

## 출연

### 주연
- 프레드 아스테어
- 루실 볼
- 루실 브레머
- 패니 브라이스
- 주디 갈랜드
- 캐서린 그레이슨
- 레나 혼

### 조연
- 진 켈리
- 제임스 멜톤
- 빅터 무어
- 레드 스켈튼
- 에스터 윌리엄스
- 윌리엄 파월
- 에드워드 아놀드
- 마리온 벨
- 시드 카리스
- 험 크로닌
- 윌리엄 프롤리
- 로버트 루이스
- 버지니아 오브라이언
- 키넌 윈

## 기타
- 미술: 세드릭 기븐스
- 의상: 아이린
- 의상: 헬렌 로즈